# Dom Pérignon (Champagner)

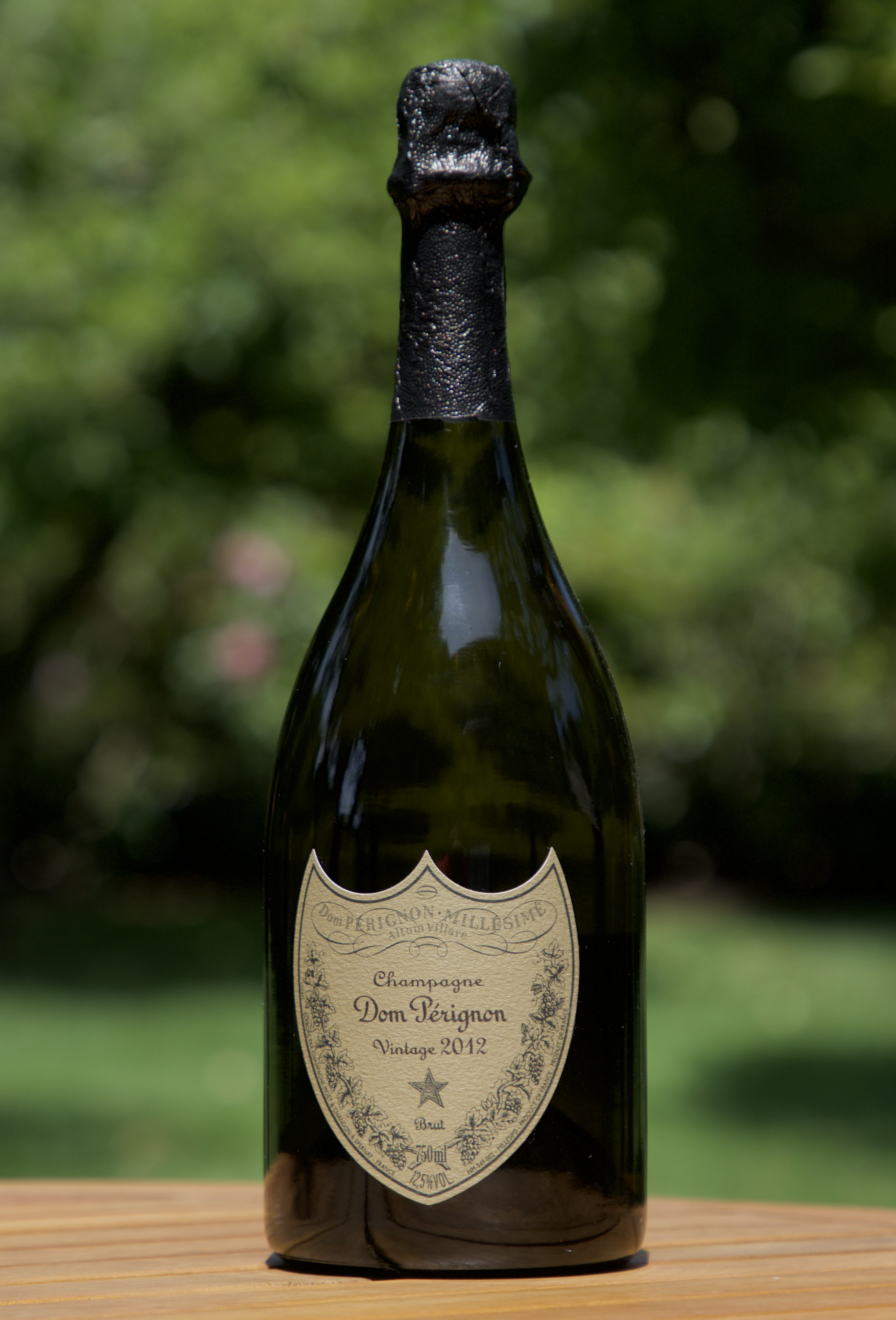
Eine Flasche Dom Pérignon

Dom Pérignon (Aussprache: dɔ̃ peʁiɲɔ̃) ist eine berühmte und hochpreisige Champagnermarke von Moët & Chandon. Der Name stammt von dem Mönch Dom Pérignon.
Der Dom Pérignon wird normalerweise als Cuvée aus den Rebsorten Chardonnay und Spätburgunder angeboten, er wird nur in guten Jahrgängen als Vintage produziert. Angeboten wird er als Weißwein und als (seltenerer) Roséwein. Eine wesentlich längere Lagerung erhält der sehr viel später degorgierte als Oenothèque verkaufte Dom Pérignon.
Die Produktionsmenge ist sehr hoch, sie liegt wahrscheinlich bei ein bis zwei Millionen Flaschen oder auch mehr. Jedoch wird er nur in ausgewählten Jahren produziert und lange gereift.

## Geschichte
Nach der Französischen Revolution (1789 bis 1799) kaufte Jean-Remy Moët im Jahr 1823 (nach anderen Quellen 1794) die ehemalige Abtei Hautvillers, in der der Mönch Dom Pérignon gelebt hatte. 1930 erwarb Moët und Chandon das Namensrecht an der Marke Dom Pérignon vom Haus Mercier, das den Namen jedoch nie gebraucht hatte, und verkaufte seit 1936 eine Prestige-Cuvée unter dem neugekauften Namen. Die Idee hierzu kam von dem Engländer Laurence Venn. Die Trauben des Dom Pérignon von 1936 stammten vom Jahrgang 1921. Der Jahrgang 1921 sowie die folgenden 1926, 1928 (vor dem Jahrgang 1926 verkauft), 1929 und 1934 wurden per Transvasierverfahren hergestellt, erst 1943 folgte die erste eigene Cuvée, wodurch sich Dom Pérignon deutlich stärker von den anderen Champagnermarken  von Moët und Chandon unterschied.